# RNIL 16
De RNIL 16 is een route nationale d'intérêt local in het Franse departement Seine-Saint-Denis ten noorden van Parijs. De weg loopt van Pierrefitte-sur-Seine naar de grens met Val-d'Oise. In Val-d'Oise loopt de weg als D316 verder naar Creil en Amiens.

## Geschiedenis
Oorspronkelijk was de RNIL 16 onderdeel van de N16. In 2006 werd de weg overgedragen aan het departement Seine-Saint-Denis, omdat de weg geen belang meer had voor het doorgaande verkeer. Seine-Saint-Denis weigert echter om de weg een nieuw nummer te geven, waardoor de weg nog steeds als route nationale wordt aangegeven.